# Бойни старчета
„Бойни старчета“ (на английски: Grudge Match) е щатска спортна комедия от 2013 г. на режисьора Питър Сегал, с участието на Силвестър Сталоун и Робърт Де Ниро като възрастни боксьори в ринга за един последен двубой. Преди това Сталоун и Де Ниро си партнират в „Копланд“.
Първоначално филмът е насрочен да излезе по кината на 10 януари 2014 г., но впоследствие премиерата е преместена за 25 декември 2013 г.

## Актьорски състав
| Актьор            | Роля                  |
| ----------------- | --------------------- |
| Силвестър Сталоун | Хенри „Бръснача“ Шарп |
| Робърт Де Ниро    | Били Макдонън         |
| Кевин Харт        | Данте Слейт младши    |
| Алън Аркин        | Луис Конлън           |
| Ким Бейсинджър    | Сали Роуз             |
| Джон Бърнтол      | Би Джей               |
| Ел Ел Кул Джей    | Франки Брит           |
| Антъни Андерсън   | Г-н Сандпейпър Хендс  |
| Джоуи Диаз        | Майки                 |
| Камдън Грей       | Трей                  |

## В България
В България филмът е пуснат по кината на 3 януари 2014 г. от „Александра Филмс“.
На 10 декември 2016 г. е излъчен премиерно по „Би Ти Ви Синема“ в събота от 21:00 ч. Дублажът е на студио „Медиа Линк“. Екипът се състои от:
| Озвучаващи артисти  | Гергана Стоянова Васил Бинев Силви Стоицов Петър Бонев Георги Георгиев-Гого |
| Преводач            | Яна Янева                                                                   |
| Тонрежисьор         | Емил Енев                                                                   |
| Режисьор на дублажа | Михаела Минева                                                              |